# Pilsen 5

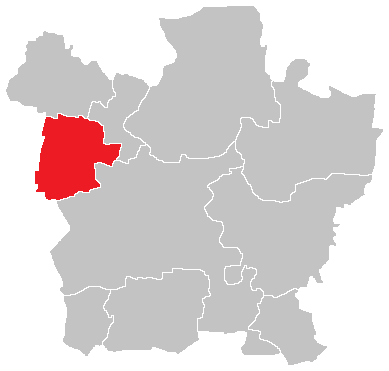
De locatie van Pilsen 5

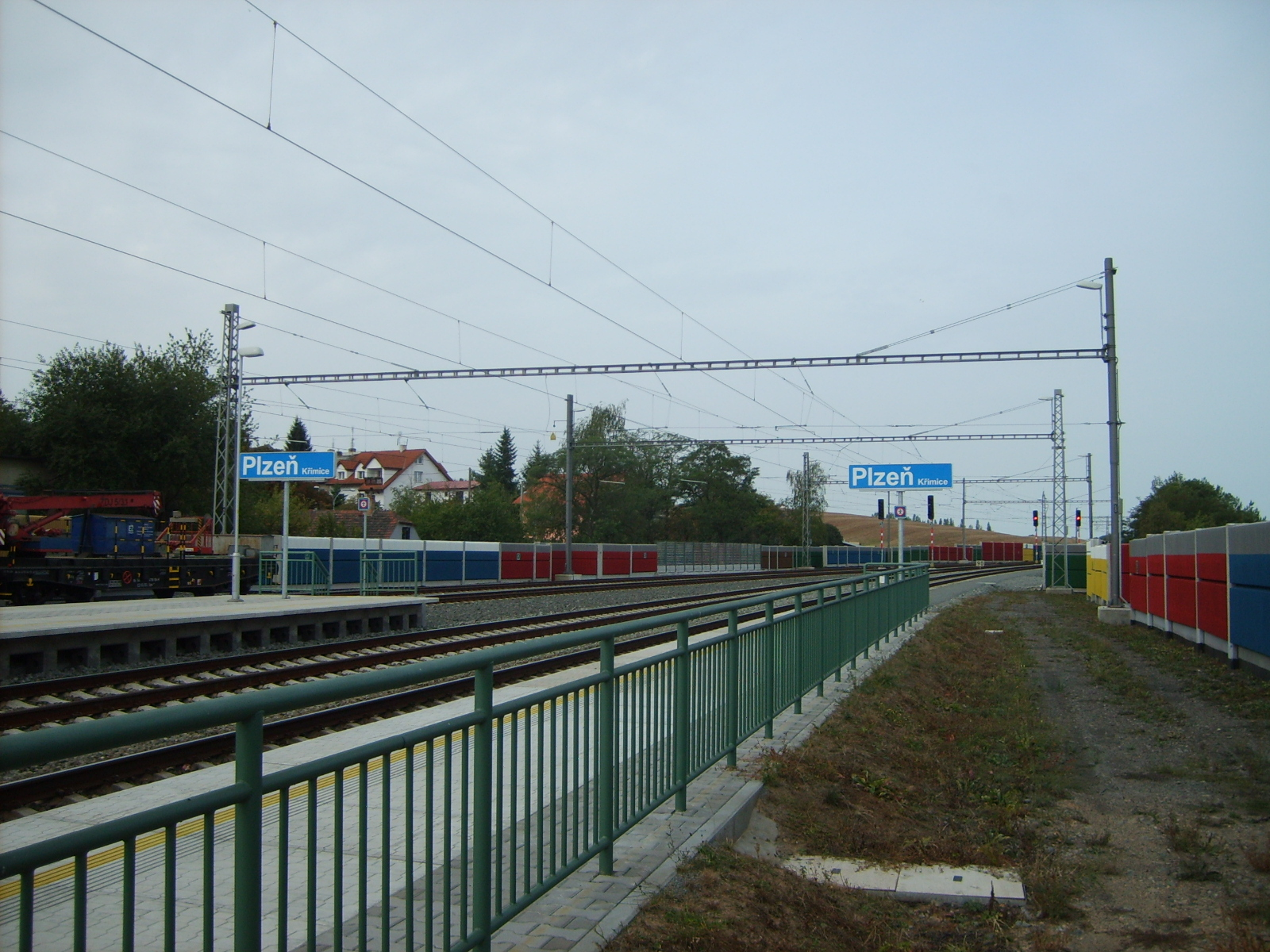
Spoorweg nabij Pilsen 5.

Pilsen 5, ook bekend onder de naam Křimice, is een stadsdistrict in het westen van de Tsjechische stad Pilsen. Het stadsdistrict beslaat in zijn geheel het stadsdeel Křimice, dat tot het jaar 1976 een zelfstandige gemeente was. Aan de noordkant grenst het district aan de districten 7 en 9 en ten oosten en zuidoosten van Pilsen 5 ligt het centrale district van de stad, Pilsen 3. Aan de west- en zuidwestzijde liggen de gemeenten Vejprnice en Vochov, twee gemeenten die deel uitmaken van de okres Plzeň-sever. Door het noorden van Křimice stroomt de rivier de Mže.
Het inwoneraantal van Pilsen 5 is 1.646. Deze inwoners wonen op een oppervlakte van 7,81 vierkante kilometer. De burgemeester (starosta) heet Petr Otásek.
Pilsen 1 · Pilsen 2 · Pilsen 3 · Pilsen 4 · Pilsen 5 · Pilsen 6 · Pilsen 7 · Pilsen 8 · Pilsen 9 · Pilsen 10